# Bandera de Mali
La bandera de Mali es un tricolor con tres franjas verticales iguales. Desde el asta (el lugar donde el asta se encuentra con la bandera) los colores son verde, dorado y rojo, los colores panafricanos. La bandera de Mali es casi idéntica a la bandera de Guinea, con la excepción de que los colores están en orden inverso. Fue adoptada el 1 de marzo de 1961.
El 20 de enero de 1961, cuatro meses después de la proclamación de la independencia de la República de Mali, el 22 de septiembre de 1960, los diputados reunidos en sesión plenaria en la Asamblea Nacional adoptaron la Ley N° 61-62 que creaba la bandera nacional.

## Presentación de la bandera
La ley de 20 de enero de 1961 consagró la versión definitiva de la bandera de Mali, con las tres bandas de color verde, oro y rojo.
El color verde de la primera banda significa la esperanza, el verdor de los prados y de los campos del país, de su tierra y de todo aquello que se puede producir para el bienestar de la población. El verde recuerda la vocación de pastores del país y el desarrollo, en la modernización que contiene y la integración de los esfuerzos.
La segunda banda vertical es de color dorado, que hace referencia al subsuelo del país y de otros recursos minerales potenciales. El color oro da testimonio de la conciencia que la gente de Malí tiene sobre el patrimonio y que hay que defender.
El color rojo de la tercera banda constituye un recuerdo y una exhortación. Los malienses deben recordar la sangre derramada para defender el país de la ocupación extranjera y la liberación del yugo colonial. El rojo de la bandera nacional es una exhortación para la población a luchar hasta la última gota de agua para preservar la integridad del país, del suelo y del subsuelo, del patrimonio artístico y cultural hasta que sean explotados solo para su propio interés.
|             | Verde      | Amarillo   | Rojo      |
| ----------- | ---------- | ---------- | --------- |
| Pantone     | 2271c      | 115c       | 3546c     |
| CMYK        | 91-0-100-0 | 0-9-100-0  | 0-86-63-0 |
| RGB         | 20-181-58  | 252-209-22 | 206-17-38 |
| Hexadecimal | #14B53A    | #FCD116    | #CE1126   |

## Banderas históricas
La bandera de Mali se parece mucho a la de la Federación de Mali que conlleva en la banda dorada un símbolo que representa una máscara kanaga, elemento cultural del pueblo dogón. El Mali actual se considera como heredero de ese Estado. Brevemente, la bandera de la Federación fue bandera de Mali, pero la imagen de la máscara fue retirada por presión de los musulmanes, que no querían imágenes con forma humana.
| Bandera | Periodo       | Proporciones | Gobierno                       | Descripción |
| ------- | ------------- | ------------ | ------------------------------ | --- |
|         | c. 1324       |              | Imperio de Mali (posiblemente) | Una reconstrucción del estandarte utilizado por Musa I en el hajj, una posible bandera histórica del Imperio de Mali. Consistía en un rectángulo amarillo centrado en un campo rojo.                |
|         | 1880–1958     | 2:3          | Sudán francés                  | El tricolor francés se utilizó como bandera oficial del Sudán francés durante la mayor parte de su historia.                                                                                        |
|         | 1958–1959     | 2:3          | Sudán francés                  | Se adoptó una nueva bandera en 1991, cuando el Sudán francés obtuvo la autonomía dentro de la Comunidad francesa. Consistía en el tricolor francés con un kanaga negro centrado en la banda blanca. |
|         | 1959–1960     | 2:3          | Federación de Mali             | La bandera adoptada inicialmente en la independencia de Malí consistía en un tricolor vertical de verde, dorado y rojo con un kanaga negro centrado en la banda dorada.                             |
|         | 1961–presente | 2:3          | República de Mali              | La bandera actual de Mali fue adoptada el 1 de marzo de 1961, eliminando el kanaga que figuraba en la bandera anterior.                                                                             |

## Otras banderas

Bandera histórica del Imperio de Masina (1818-1862), ubicada en las regiones actuales de Mopti y Segú
Bandera histórica del Imperio Wassoulou (1878–1898), ubicada en la región de Wassoulou (parte de los actuales Malí, Guinea y Costa de Marfil).
Bandera del Movimiento Árabe de Azawad, una organización militante activa en Azawad (norte de Malí).
Bandera del Grupo de Autodefensa Tuareg Imghad y Aliados, una organización militante activa en las regiones de Gao y Kidal.
Bandera del Movimiento por la Salvación de Azawad, una organización militante y movimiento político activo en las regiones de Gao y Kidal.
Escarapela de la Fuerza Aérea de Mali
Escarapela de la Fuerza Aérea de Mali (variante)

## Banderas similares

Bandera de Guinea